# 크리스 반 알스버그

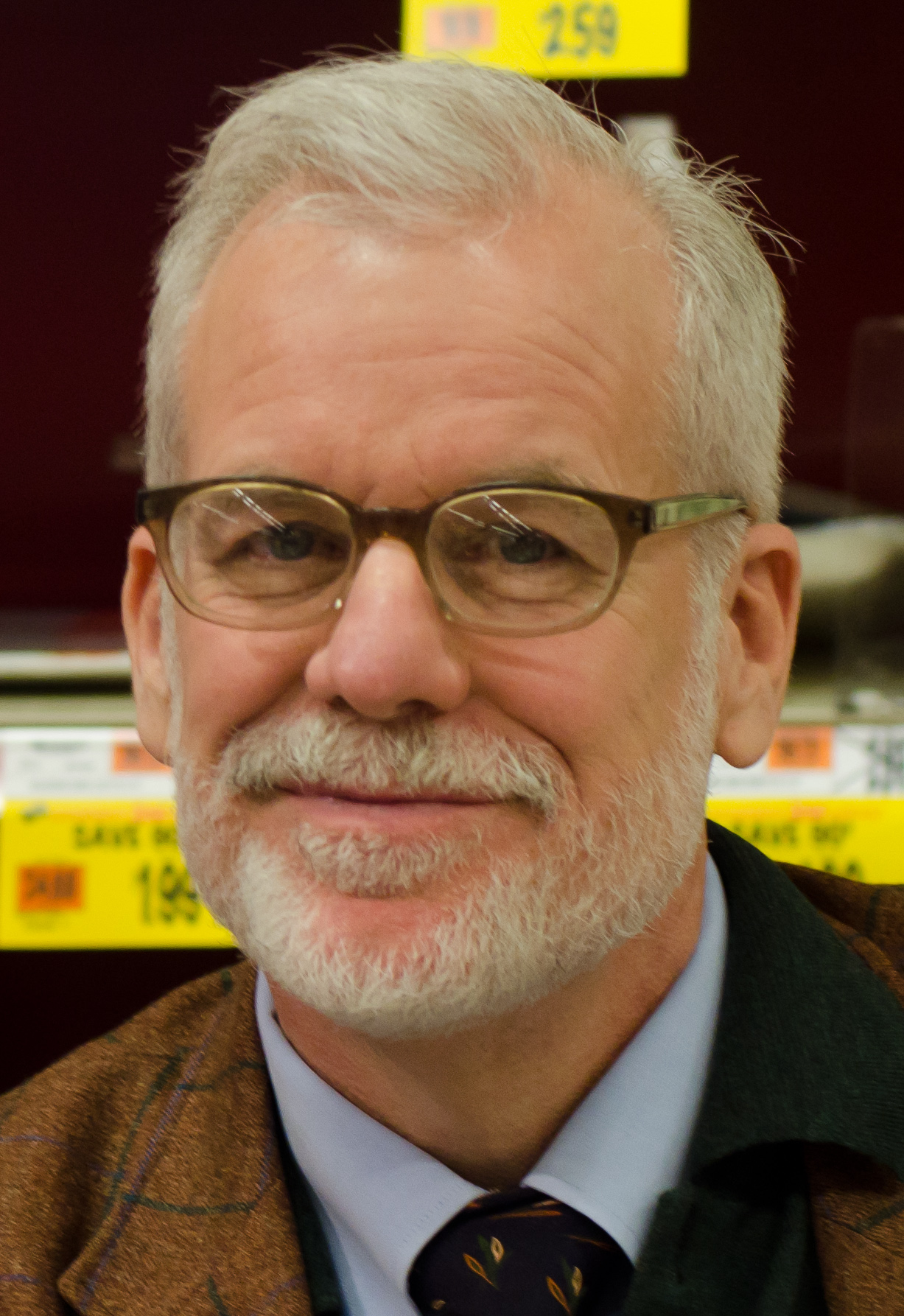
크리스 반 알스버그

크리스 반 알스버그(영어: Chris Van Allsburg, 1949년 6월 18일 ~ )는 미국의 삽화가, 아동문학 작가이다. 그림책 《쥬만지》 (1981), 《폴라 익스프레스》 (1985)로 두차례 콜드코트 메달을 수상하였다. 1979년 작품 《The Garden of Abdul Gasazi》로는 콜드코트 메달을 수상하지는 못했지만 아너(Honor)의 영예를 얻었다.